# いつか天魔の黒ウサギ
『いつか天魔の黒ウサギ』（いつかてんまのくろウサギ、Itsuka Tenma no Kuro Usagi）は、鏡貴也による日本のライトノベルおよびそれを原作としたメディアミックス作品。イラストは榎宮祐が担当している。略称は「いつ天」。富士見ファンタジア文庫（富士見書房→KADOKAWA）より2008年11月から2013年12月まで刊行された。2011年7月時点で累計売上部数は約150万部を記録している。また、テレビアニメが2011年年7月から9月まで放送された。

## あらすじ
宮坂高校1年、鉄大兎。 
平凡に消費されるはずの彼の毎日は、失われた記憶を取り戻す事で突如として一辺した。
失われた『彼女』の笑顔を取り戻す為、再び少年と『世界』の戦いが始まる。

## 登場人物
※担当声優は、ドラマCD版 / テレビアニメ版の順。1人しか記載されていない場合はテレビアニメ版のキャストとする。

### 宮阪高等学校

#### 生徒会
鉄 大兎（くろがね たいと）
声 - 梶裕貴 / 立花慎之介（子供時代 - 嶋村侑）
本作の主人公。宮阪高校1年3組所属。生徒会委員。9年前に15分に7回死なないと死亡しないという「毒（まじゅつ）」をヒメアからかけられた「犠者」。一度死ぬと怪我や疲労が治り、さらに着ていた衣服も元の状態に戻ったうえで生き返る。
月光、美雷との戦闘の中でヒメアから「貂魔の炎（てんまのほのお）」と呼ばれる炎の能力をもらう。威力が強力すぎてその反動で上半身も吹き飛んでしまうため大兎自身もこの能力を発動させる際には、命を1回使わなければならない。
幼いころ、学校でのいじめを苦痛に感じて、学校をサボって遊んでいた公園でヒメアに出会う。孤独だったヒメアに気にいられ「毒（まじゅつ）」を入れられて彼女を愛すると誓ったが、日向に記憶を消され、以後はヒメアの思念をぼんやりと覚えているだけとなってしまっていた。しかしその出会いは仕組まれたものであり、「月の裏側の神々」によってヒメアを愛するように洗脳されていた。
ヒメアの記憶を失ってからもヒメアを守りたいという思いは残っていたので、空手を始め、全国大会に出場するほどの腕だったが、足の腱を切ってしまったため現在はやっていない。
「軍」により対「月の裏側の神々」用に天魔の改造体を移植され、結果として力を手に入れる。その際、一度は理性を失い暴走するが、後に取り戻した。天魔の力を使うことで預言を読むことができるようになり、預言の中で分裂する前の｢最古の魔術師｣と出会い、預言や世界の滅亡、ヒメアと遥が当人から出た同じ分身体であることを知らされるが、本人はヒメアも遥も救いたいと願っている。
黒のウサギの力を使うことにより、数多くのミサイルなどを一人で止めたり、神種を圧倒したりとかなりの力を手に入れた反面、使用により少しずつ人間らしさを失い始めている。
現在は度重なる暴走の為か人間の「恐怖」｢死｣などに関してかなり常人を逸した感情を持つようになっている、しかし学園祭を「楽しそう」と思える感情などは残っており、感情について思考することもある。
ユイカ（声 - 高森奈津美）という妹がいる。
ヴィショウブ・エレランカ
声 - 月宮みどり
大兎が契約している魔獣。術者フェーノルズの使い魔として、7つのアルガを滅亡させた罪により、ブランスの迷獄に封印されていた。原作では子猫のような姿をしているが、アニメ版では正体を現す前は龍のような姿をしていた。
契約するとイーズという光のない場所でも世界を見渡す魔法とスカールズという魔法を呪う魔法が使えるようになる。契約の代償として、多量の血液を要求する。
契約主である大兎には名前で呼んでもらえず、「ニャン吉」と呼ばれている。
黒いウサギ
軍が施した改造により、人間としては壊れた大兎の中に生まれた存在。大兎に語りかけている描写があり、意思を持っていると見られる。
大兎に「黒」（ひっきょうむ）という力をもたらした。

サイトヒメア / 沙糸 ヒメア（さいと ヒメア）
声 - 井上麻里奈 / 高本めぐみ
本作のヒロイン。宮阪高校1年3組所属。生徒会委員。青いグラデーションのかかった薄桃（ラベンダー）色の長い髪と真紅の瞳を持つ絶世の美少女。「最古の魔術師（ヴァンパイア）」と呼ばれ恐れられている存在。また「最古の魔女（ラミエル・リリス）」という異名も持つ。非常に永い時を生きてきており、魔術に関する知識は極めて多く強力な魔術も簡単に使うことが出来る。「幸福」の一部が分離した存在で、｢最古の魔術師｣としては遥と直前に分裂する前の分身体。
日向に捕まり、拷問されたときに自身の魔法を全て封印し、鍵を大兎に預けた。その後は「軍」に捕まるが、魔法を持たないヒメアは「教会」に売られ、9年間幽閉されていた。大兎が自分のことを思い出したことで魔法を取り戻し教会から脱走して、現在の宮坂高校に住んでいる。
大兎が死んだ時、永遠の命を捨てて生き返らせようとするほど、大兎を愛している。一方で大兎と遥の仲を知っており、自分が大兎を縛っているのでないかと一時悩んでいた。理性を取り戻した大兎から本当の気持ちを告げられて、改めて遥に会って話がしたいと思っている。
大兎以外の人間に対しては心を閉ざしているものの、生徒会のメンバーは信用している。ただし、大兎と自分の時間を邪魔される場合はその限りではなく、魔術で無差別に排除しようとする（その結果大兎が彼女のブレーキ役になることが多い）。
紅 月光（くれない げっこう）
声 - 小野大輔 / 中村悠一（子供時代 - 田村睦心）
もう一人の主人公。宮阪高校1年9組所属。生徒会長。日向の双子の兄。スポーツ万能、成績優秀、容姿端麗で女の子にモテモテというプロフィールを持つ。非常に高圧的で他者を「雑魚」「カス」呼ばわりする毒舌家。大兎たちを「奴隷」と呼んでいる。
凶剣（スペル・エラー）とよばれる武器を持ち、アンドゥのミライと契約している、自称、天才。天才と自称するに相応する頭脳を持ち、戦闘面においてもフェンシングの技能を応用した剣技を扱ったり、様々な魔術を使用したりする。夏場でも黒のコートを着用して平気な顔をしているように見えるが、実は我慢しているとのこと。
頭脳、戦闘面においては人一倍長けているものの、娯楽面では何かと不器用で、アニメではクレーンゲームに苦戦しカラオケでも美雷の十八番の方が点数が良かったりと不慣れな様子を見せている。
幼少期から達観して世界を見ていて、日向と共に孤独を感じていたが、自分以上に優秀な頭脳を持っていた日向が両親を殺した際何もできず、以来日向に負けないために様々な技術を磨いている。
美雷の部屋を掃除したり、行方不明になった大兎を率先して探したりと実はとても仲間思いだが、それを指摘されるとキレる。その正体は天魔の使いである「双頭の鴉」の左首で、強靭な「心」を与えられた存在。
安藤 美雷（あんどう みらい）/アンドゥのミライ
声 - 斎藤千和 / 野水伊織
宮阪高校1年4組所属。生徒会委員。本名はアンドゥのミライ。月光と契約を交わした、大物悪魔を自称している14歳。おっとりとしたたれ目にポニーテールの少女。魔界でも最強クラスの悪魔であるスクラルドの娘で、雷神（インドラ）の末裔アンドゥの血を引いている悪魔。雷を使役する悪魔達は彼女に敵わず、雷による攻撃も通じない。月光の凶剣によって力の大半を封印されており、月光からキスされた時のみ力を解放できる。
好物はドクターペッパー（アニメ版では「ドクターシナモン（DrCinnamon）」、大うさぎでは「ドクターペーパー（DrPaper）」となっている）。
生徒会内きってのトラブルメーカー。本人は自覚していないが、事実上月光が彼女の保護者となっている。
碧水 泉（あおみ いずみ）
声 - 堀川千華
生徒会委員。金髪ショートカットの少女。自称不良であり、授業をサボる、校内で煙草を吸うなどしているが、タバコに関しては黒守の指摘により棒付きキャンディーを咥えるようになった（アニメ版では最初からキャンディーを咥えている）。
頭が良く、日常に感じた齟齬をたどって生徒会に行き着いた。面白そうという理由で生徒会に入る事を希望するも断られていたが、月光とテストの点で勝負し、家庭科で圧倒的な勝利を収めたことによりはれて生徒会委員となった。その優秀な頭脳を生かし、書記を務めている。テストでの家庭科の点数と裏腹にカレーライスしか作れない。美雷と並んで生徒会内きってのトラブルメーカーだが、依頼はきちんとこなしており、月光は彼女に対してぐうの音も出ないようである。実はとある病により余命の告知を受けているが、そのことは仲間達に知らせていない。
特訓により低いレベルの魔術を扱えるようだが、使っているところを描いた場面は今のところない。
セルジュ・エントリオ
声 - 岡本信彦（子供時代 - 冨樫かずみ）
封・解呪師（スペルブレイカー）のエントリオ兄弟で、ハスガの兄。金髪紺目の穏やかそうな外見の青年。
エルフと何かの混血で、頭部に1本の黒い角を持つ。何もかもを封じる力を持つ。
ハスガ・エントリオ
声 - 鈴村健一（子供時代 - 平田真菜）
封・解呪師のエントリオ兄弟で、セルジュの弟。紺の髪に金の瞳を持つ、強気そうな目つきの悪い青年。
エルフと何かの混血で、頭部に1本の黒い角を持つ。何もかもを破壊する力を持つ。

#### 宮阪高校の生徒
時雨 遥（しぐれ はるか）
声 - 早見沙織 / 美名
本作のもう一人のヒロイン。宮阪高校1年3組所属。大兎の家の隣に住んでおり、大兎とは小学6年生の頃からの幼馴染。その仲は両方の親が将来の結婚を認めるほど。いつもニコニコと笑っていて、笑顔の絶えない無邪気な少女。青いヘアピンをつけている。家事全般が得意。学校では女子テニス部に所属している。
しかし実は大兎を監視する為に「天魔」に造られた存在で、普段はその記憶が封じられている。彼を好きになってしまったため、封・解呪師のエントリオ兄弟に「監視者としての記憶を封じて欲しい」と依頼した。また、大うさぎでは「天魔」に造られた存在のかわりに「メガテリオン・ハルカ」という魔法少女としても登場するが、本編と同じく普段は封じられている。
その正体はヒメアと同じ「最古の魔術師」の分身体で、ヒメアとは直前の分身体。理由は不明だが（本人もその情報にアクセスできないとのこと）、大兎にサイトヒメアのことを好きになるよう仕向けた。しかしその一方で彼女自身も大兎のことが好きであったため、その罪悪感から逃れるために「月の使者」という別人格を作り、彼にサイトヒメアのことが好きになる魔法をかけ続けてきた（彼女の別人格である「幸福」の言うところによると、この行動は大兎を守るためであり、同時にこの「預言」を覆すキーワードである模様）。
記憶を取り戻した大兎と向き合い、話をしていく中で彼を信じ、助けを求めようと「預言」に関する重要事項である「過去を見る」ことを大兎に告げたところで、「預言」の防壁により消されることになる。その際大兎に、ヒメアが大兎にかけたのと同じ「その人が自分のことを覚えていることで復活できる『毒（まじゅつ）』」を入れ、「大好き。何億年も前からずっと好きだった」と告白し、「預言」とこの世界のこと、そして、自身の分身体であるヒメアのことを彼に託し、消滅する。だが本人いわく「大兎が覚えてさえいれば、復活できる」らしい。なお、預言によって遥の家や家族もなかったものとされ、生徒会メンバー以外の人間からは彼女の存在を認識することができない。
作中では黒髪のセミロングと表現されているが、挿絵やアニメでは茶系で彩色されている。

### 軍
黒守・フィリエル・優一（くろす・フィリエル・ゆういち）
声 - 諏訪部順一
「軍」から生徒会を指導するために派遣された管理官（ブリーター）。7代前の宮阪高校生徒会長。非常に高い戦闘能力を持っており、月光、大兎はおろか、ヒメアとさえも互角かそれ以上に戦う。
管理官として生徒会委員の能力を点数方式で評価している。
ヒメアなどからは人間では無いと疑われているが、黒守は否定しており、種族は明確にされていない。聖地・リイルと関わりがある。
原作では三百年生きていたり、軍の創設者であると自称している。また、エキドナという人外の存在と恋に落ち、寿命で死んだエキドナの復活を望んで「軍」を作ったことを明かしている。記憶が戻った大兎やヒメアに協力した理由は、《幸福》によって延命された世界で永遠にエキドナと生きることを望んだため。
数冴 紗英子（すざえ さえこ）
声 - 合田彩
アニメ版オリジナルキャラクター。眼鏡をかけた女性。月光に説明役としていいように扱われ黒守より先に登場。彼が登場してからは専らサポートしている。料理が大の苦手。
魔術は使えず、戦闘能力も無いに等しい。

### 魔女たちの園＜テンペロン・クローリー＞
璃依音・アルトマン（リーネ・アルトマン）
テンペロン・クローリーに所属するドイツ人の一級C魔女。15、6歳くらいで、銀色のツインテールに碧眼という外見の美少女。武器は日本刀と炎系の魔法。詳細は不明だが月光とは顔見知りで、襲撃の際、彼を殺したくないという理由から降服を呼び掛けた。
優等生ではあるが結構調子に乗りやすく、それが原因でたびたび窮地に陥ることがある。またハッタリにも弱く、月光や泉に騙されている。しかし戦闘力は確かで、使いこなせていなかったとはいえ「黒兎の力」を手にしていた大兎を圧倒している。
赤ん坊のころに親に捨てられたと言う過去を持ち、置手紙の「この子を強い魔女にして下さい」から、自分が強くなれば両親に会えるのかなと思い、一級魔女を目指す。
メイフのペルティ
リーネの契約悪魔で、冥族の悪魔。黒い髪、白い肌、深紅の瞳をした外見で、封印を解くと髪が角のように立つ。「死訃気」というあらゆるものに「死」をもたらす魔法を使う（ただし成功率が悪く、20%の確率でしか成功しない）。
まだ幼い悪魔のようで、契約に関しては父親から聞いたことをそのまま伝えているだけである。しかし契約者である璃依音のことは大切に思っている（本人いわく契約者は家族のようなものだから）。
百夜 千夜（ヒャクヤ チヤ）
テンペロン・クローリーに所属する、一級C魔女。14、5歳くらいの日本人。少し癖のついた黒髪に黒目という外見で、頭に日本式のお札を張っている。
マイペースかつ天然な性格で、いつも笑っている。そのため基本的には契約悪魔のノギが代わりに取り仕切っている模様。指揮棒のような武器を媒体に魔法を使用できる。
テンペロン・クローリーの「軍」襲撃の時は、ノギと共にハスガに襲撃をかけた。
幼いころからその強力な潜在能力により、人の心を読むことができた。だがそのために周りからは「バケモノ」扱いされ、やさしい言葉をかけてくれる親に甘えようにもその本心がわかってしまうため、ずっと孤独な幼少期を過ごしてきた。彼女が魔女になった理由は、自身の力を制御し、人の心を読む力を封じるためである。また彼女がいつも笑っているのは、本心を読んだことによる動揺が表情に表れるを防ぐためであり、ノギやリーネ、クララへ過剰なスキンシップをしてくるのも幼少期の孤独感からである。
彼女の契約の代償は「‘人の心を読む力’を永久に封じることができなくなる」と言うもの。そのため、契約することは自身の願いが永久に叶わないことを意味するが、「ノギが代わりにずっと側へいてくれることになるのならそれでいい。」ということから契約を結ぶ。
ノギ・フリーダ
千夜の契約悪魔。10歳くらいの見た目で、真っ赤な髪をしており、メガネをかけている。何族かは不明だが、炎系の魔法を操る悪魔である。
契約主である千夜とは対照的にしっかり者で、基本的には千夜に代わり取り仕切っている（だが、本人は千夜に行動してもらいたいらしく、「指揮権をとられて喜ばない！」と怒っている）。その様子は、ハスガ曰く「月光と美雷の逆パターン」とのこと。
結構お人好しな性格で、契約の時に代償の内容について説明しており、その際千夜の過去と願いを知っているため、契約したときに「お前はバケモノなんかじゃない。」「私の前では遠慮するな。」と声をかけている。千夜にとっては心から理解し合える友達（というよりも保護者）となっている。
クララ・シュヴァーロフ
テンペロン・クローリーに所属する、ロシア人の一級C魔女。リーネ・千夜とは同期で同じ特別クラスに所属。少々気弱だが心優しい性格の持ち主である。
テンペロン・クローリーの「軍」襲撃では、契約悪魔のユキと共にセルジュに襲撃をかけた。その後、セルジュとメル友になった模様。
代々一級魔女を輩出してきたシュヴァーロフ家の長女で、幼いころから一級魔女になるよう厳しい訓練をさせられてきた。本人は心優しい性格の為本当は魔女になりたくなかったが、自分が拒否した場合、妹のアリサが代わりに過酷な道を進むことになるため、妹を守るために一級魔女になる道を選ぶ。
彼女が契約の時に差し出した代償は「最愛の妹アリサとの時間」。アリサを失うまではいかずに済んだが、生涯アリサと会うことはかなわない運命となる。ただし、このことはユキが事前に伝えており、彼女もそれを受け入れたうえで契約を結んだ。
メンバーの中では教官も含めて一番の巨乳。そのため他二人からは恨めしい目で見られ、教官からは「今後その巨乳を自慢したら殺す。」と言われてしまっている。
ユキ
クララと契約する、氷雪系の魔法を使う悪魔。とても小柄で、語尾に「なの」をつけたしゃべり方をする。
非常に心優しくお人好しな性格で、クララと契約する際、彼女の差し出す契約代償を事前に伝え、契約した時も泣きながら大切なものを奪ってしまったことを謝っている。
ギゼラ・エディンガー
テンペロン・クローリーに所属する一級A魔女で、璃依音・千夜・クララの指導教官。メガネをかけたいかにも教官といった外見である。
フリーダムかつ言いたいことをズケズケと言うが、指導者としてはとても優秀である。また教え子の3人を大切に思っており、契約に向かう璃依音たちに「まちがっても死ぬな」と伝えたり、テンペロン・クローリーリーダーの「エキドナの娘」が璃依音達の最初の昇格試験を「最古の魔術師」殺しに決定したときは強く反対している。
一級魔女なので悪魔とは契約しているが、本人が強いのでめったに呼ばれない様子。契約悪魔もそのことで寂しがっている。

### 天魔
声 - 中田譲治 / 森川智之、川村万梨阿
全貌を見ることはおろか、姿すらも想像がつかないような謎に満ちた化け物。「旧支配者（エルドウーイ）」や「星神」と呼ばれている。本人たち曰く「おまえたち（人類）が生きていられるのは我々のおかげ」とのこと。東西南北の4体が存在しており、それぞれが自身と契約する「天使」を持つ。
「月の外側の神」が天敵らしく、その使いである「最古の魔女」と「預言」を止めるため、「鴉」の呪法を生み出す。現在の「鴉」が紅兄弟であり、日向を「右首」、月光を「左首」としている。
東の魔
東西南北の4体の天魔のうちの1体で、月光を作り出した天魔。4体の天魔のうちでは最上位の存在で、「預言」を77スクデュルまで見ることができた。
性格は他の天魔にくらべ穏やかで、月光の不遜な物言いにも特に気にしておらず、「最古の魔女」とされるサイトヒメアを殺そうとした時に、月光の話を聞いて殺さずに去っている。
他の天魔より深く「預言」に精通していたため、自分たちが世界崩壊回避のために作った「鴉」の魔術すらも「預言」に組み込まれていることに気づく。そこで自分の見ることができる77スクデュルの「預言」にもなかった「月光が日向を食べ、『鴉』になる」という未来に賭け、同じく見ることのできた日向と共に「月光が日向を食べるようになる」魔術を作り出す。しかし33スクデュルの未来に恐怖し、日向を「鴉」にして回避しようとする他の3体の天魔に反対され、殺される。
東の魔の天使
東の魔と契約する天使。真っ赤な髪に猫のような瞳孔の赤い瞳を持つ。主である「東の魔」が殺されその使いの鴉の左首である月光に危機が迫っていることから、彼を救うために生徒会室へ行き、生徒会室へ天魔が入ってこれないよう自身の死と引き換えに「東の魔」の死肉を用いた強力な結界を作り出し、亡くなる。
紅 日向（くれない ひなた）
声 - 福山潤 / 同左（子供時代 - 大浦冬華）
月光の双子の弟。真紅の目に一部メッシュのかかった髪をもち、片眼鏡をかけている。兄よりも優秀な頭脳と最古の魔術師さえも驚愕するほどの魔力を持ち、過去にヒメアと大兎を襲い、彼らが一時的に分かれる原因となった人物。魔界でも有名な悪魔であるアスタロトを使い魔としており、さらには天魔の使いである天使をも使役できる。
その正体は天魔の使役する「双頭の鴉」の右首で、強大な「力」を与えられた存在。幼いころから天魔と会話するなどその力を現しており、平凡な両親や自分と同格だと思い込んでいた兄のいる日常を疎ましく思い、すでに見ることのできた「預言」の解読に没頭していた。しかしその絶望的な内容の未来を見て絶望し、心が壊れかけたが、月光の｢俺が守ってやる、だから泣くな｣という言葉に支えられ、「預言」を覆すために自分のできること、すなわち「力」をため、最終的に月光に喰われることで一つとなり、彼に強大な力を与えるための行動を開始する。両親を悪魔の生贄に捧げ、人間であることを捨ててまでして「力」をため、一方で月光に戦力として美雷を使わせるなどのサポートをしながら、全て分かっている未来のない人生を今日まで生き続けてきた。
「軍」の新たな指導者となり、預言対策のために魔界へ出向いた月光と再会する。そこで兄の成長を確かめ、「預言」を覆すための力になるために自身を月光に喰わせようとする。しかし日向の真意を知った月光に「全部却下だ」と拒否され、「お前らの命を喰らわないでも預言は変えられる」という月光に悲観的な意見を述べながらも協力することを伝え、曲がりなりにも遂に兄と和解する。

### 神種
普通の者では手に負えないどころか、その名を呼ぶことすらできないような類の化物。天魔の改造体を移植され暴走した際の大兎の力は、神種の中の上位にあたる。
古竜（ゲドガルド）
ただの竜ではなく、神話の中で神として現れるような、強大な化物。自分たちで、古竜だけが棲む小さな世界を創ることができる。戦う時は、強力な呪言や何本もの触手を使う。
「軍」はこの古竜を狩れる力を持っており、宮坂高校の地下に数匹飼っている。また、テンペロン・クローリーも「軍」を襲撃した際、古竜が二十匹入ったミサイルを脅しに使っている。
生徒会のメンバーが、失踪した大兎を助けに行く際のトレーニングとして一度戦っている。
カタカナで表記されるような喋り方をする。「アアア、ソレハマズイ、マズイ、ノロイヲトメヨウ」など。
エデルカの主
声 - 富樫美鈴
七色に輝く波が広がる無限空間であり距離と言う概念がない世界の主。普段は姿を現さず、手だけが訪れた者に触れる。
ヒメアの約10倍というとてつもない大きさの体を持っている。あらゆる者の願いで体が構成されている模様。
相手の願いを叶える代わりに、相手の一番大切なモノを代償として奪う。大兎の想いや、ヒメアの力も一度奪っている。同じ神種である古竜とは、比べ物にならないほど、邪な力を持っている。
ヒメアが本当に死んだ大兎を生き返らせる際に、ヒメアの強大な力を奪っており、大兎がヒメアを守るために力をつけるための場所の位置を求めた際にも、大兎の大切な想いを奪っている。
2度目のヒメアの願いとして失踪した大兎を呼ぼうとするも、自分が呪われかけた。そして、ヒメアが最古の魔女と知ると、不吉がって、ヒメアや大兎から奪ったモノを全てヒメアに返す。
予言を覆すために月光が宮坂高校のグラウンドに書いた”聖地”から大兎に引っ張り出される、月光の「予言を覆すために協力しろ」という言葉を受け入れ、日向に主本来が行っていた予言の書き換えを教えることに、その時点で人間の世界に馴染むために黒髪にバンダナのような模様の付いた物を頭に巻いた少女の姿になる。そして、月光と予言を覆せたなら代償なしで願いを叶えることを約束した。
死神（エレシュキガル）
「帰らない塵地（クル・ヌ・ギ・ア）」を治める死の象徴。名前のみ登場。

### 最古の魔術師（ヴァンパイア）
一番古い時代から最も深い場所にいた存在。もともとは一匹だけ存在していたが、その孤独感から人格が分裂して、いくつかの個体になった。物語開始時まではヒメア、遥以外にも個体として3人いたらしいが、全員日向に殺された。
源書の光（サイトヒメア）
宮阪高校生徒会の項を参照。
終末の幸福（シグレハルカ）
宮阪高校の生徒の項を参照。
バール・スクラ
ヒメアの中に存在する人格を持った魔法。人間嫌い（特にヒメアが愛する人間）。
最古の魔術師。最悪の魔法「幸福」を創り出したと言われる。正確には「幸福」と呼ばれる魔法の一部であり、最古の魔術師ではない。
「幸福」にヒメアが人格を乗っ取られている最中に、アニメでは消滅したとされるが、原作ではヒメアが人格を取り戻した際に落ち着いたという形でヒメアの内に治まっている。
幸福
TVアニメ版に登場。ヒメアの中に存在する「幸福」と呼ばれる人格を持った魔法。
昔ヒメアが、バール・スクラに押し付けて封印していた（ヒメア曰く昔の罪）。大兎と一生に歩いていくと決めた際バール・スクラが消える間際「幸福」を返してもらったが、ヒメアの人格が乗っ取られ大兎に幸福を齎そうと強引に迫るが、大兎がヒメアを選んだことで消え去った。
ヒメア人格の抵抗があるとプログラムの遮断、再思考、再展開などが働く（音声も機械的なしゃべりになる）。
最古の魔女（ラミエル・リリス）
幸福の魔法で世界を壊し自らも壊れて消える災厄の存在。　
存在を知る者全てが恐れる存在でもある。ヒメアの中に存在するらしい。
月に棲む化け物が生み出した存在とされ、天魔からは「星を冒す異形の神」とされている。
ヒメア自身ラミエル・リリスについては名前すら知らない。
孤独を埋める人（クロガネタイト）
「最古の魔女」が、寂しさを紛らわせるために作った分身。

### 魔界（マクアエ）
スクラルド
インドラの末裔である魔界の悪魔で、美雷の母親。稲妻のように宙空をまう髪に金色の瞳をもち、マントのような形状の稲妻をまとっている。魔界でも最強クラスの悪魔で、実際人間から魔界の王とみられている悪魔であるサタンを殺している。日向により見せられた「天魔の夢」に従い、美雷を月光のもとへ送り出す。その後、予言では黒兎と化した大兎に殺されるはずであったが、月光たちの介入等により、その運命を逃れる。その後、美雷に自分を殺させて力を受け継がせようとしている。
蠅の王（ベルゼブブ・ルハス）
魔界の悪魔。長い紺色の髪に紺色の瞳をもつ長身の悪魔で、魔界でもスクラルドと並び最強クラスの実力を持つ。預言により魔界を滅ぼしに来た、黒兎と化した大兎に対し、スクラルドらとともに応戦する。
アスタロト
魔界の悪魔。真白い髪に白い肌と瞳をもち、黒い服を着ている。魔界の「北席の大公（ヴェリム）」という地位をもつ強大な悪魔で、スクラルドには勝てないらしいが、彼女とほぼ同程度の実力を有する。日向と契約しており、彼の主戦力として活躍している。
サタン・ヴィスエル
人間から魔界の主と思われていた悪魔で、「冥呪のサタン・ヴィスエル」という異名を持つ。スクラルドに殺される。

### エルフ
エントリオ兄弟
宮阪高校生徒会の項を参照。
東のエラ
頭部に6本の角を持つ、強力なエルフ。
エルフ以外の何者かと交わり、エントリオ兄弟を生むが、それがもとでエルフ一族と対立し、教会に捕らえられる。体を改造され、教会本部の地下に幽閉されており、エントリオ兄弟の要求で生徒会が救出に向かった時には人格が崩壊する寸前だった。その見るに堪えない姿を見て、エントリオ兄弟は彼女を殺そうとするが、大兎の言葉で思いなおし母を元に戻す方法を探すことにした。そしてその方法が見つかる時まで、エラは封印され眠りにつくことになった。

### OVAゲスト出演
OVA登場。『伝説の勇者の伝説』からのゲスト出演。
ライナ・リュート
声 - 福山潤
前作の主人公。魔眼、複写眼（アルファ・スティグマ）の保持者。
フェリス・エリス
声 - 高垣彩陽
ライナの相棒。金髪碧眼で女神と見紛う美貌を持つ。剣の一族と呼ばれるエリス家の出で長剣を武器とする。

## 既刊一覧

### 本編
- 鏡貴也（著）・榎宮祐（イラスト）、富士見書房→KADOKAWA〈富士見ファンタジア文庫〉、全13巻
  - 『いつか天魔の黒ウサギ1 900秒の放課後』、2008年11月25日初版発行（11月20日発売[12]）、ISBN 978-4-8291-3347-7
  - 『いつか天魔の黒ウサギ2 《月》が昇る昼休み』、2009年1月25日初版発行（1月20日発売[13]）、ISBN 978-4-8291-3367-5
  - 『いつか天魔の黒ウサギ3 神隠しの通学路』、2009年3月25日初版発行（3月19日発売[14]）、ISBN 978-4-8291-3385-9
  - 『いつか天魔の黒ウサギ4 夜逃げの生徒会室』、2009年7月25日初版発行（7月18日発売[15]）、ISBN 978-4-8291-3419-1
  - 『いつか天魔の黒ウサギ5 夏休みカタストロフィ』、2009年9月25日初版発行（9月19日発売[16]）、ISBN 978-4-8291-3441-2
  - 『いつか天魔の黒ウサギ6 欠席のウサギ』、2010年5月25日初版発行（5月20日発売[17]）、ISBN 978-4-8291-3523-5
  - 『いつか天魔の黒ウサギ7 二学期でさよなら』、2011年1月25日初版発行（1月20日発売[18]）、ISBN 978-4-8291-3603-4
  - 『いつか天魔の黒ウサギ8 魔女と花火と女学校』、2011年7月25日初版発行（7月20日発売[19]）、ISBN 978-4-8291-3658-4
  - 『いつか天魔の黒ウサギ9 終末を嘆くカラス』、2011年12月25日初版発行（12月20日発売[20]）、ISBN 978-4-8291-3710-9
    - DVD付限定版：2011年12月5日発売[21]、ISBN 978-4-8291-9765-3

  - 『いつか天魔の黒ウサギ10 校庭で笑う魔女』、2012年4月25日初版発行（4月20日発売[22]）、ISBN 978-4-8291-3750-5
  - 『いつか天魔の黒ウサギ11 悪魔と魔女と生徒会長の恋』、2012年11月25日初版発行（11月20日発売[23]）、ISBN 978-4-8291-3819-9
  - 『いつか天魔の黒ウサギ12 初夜と最後の五日間』、2013年5月25日初版発行（5月18日発売[24]）、ISBN 978-4-8291-3886-1
  - 『いつか天魔の黒ウサギ13 最後の生徒会』、2013年7月25日初版発行（12月20日発売[25]）、ISBN 978-4-0471-2969-6

### 高校編
- 鏡貴也（著）・榎宮祐（イラスト） 『いつか天魔の黒ウサギ 紅月光の生徒会室』 KADOKAWA〈富士見ファンタジア文庫〉、全5巻
  1. 2010年2月20日発売[26]、ISBN 978-4-8291-3488-7
  2. 2010年10月20日発売[27]、ISBN 978-4-8291-3573-0
  3. 2011年4月20日発売[28]、ISBN 978-4-8291-3630-0
  4. 2011年9月17日発売[29]、ISBN 978-4-8291-3678-2
  5. 2012年7月20日発売[30]、ISBN 978-4-8291-3780-2

## 漫画

### いつか天魔の黒ウサギ
富士見書房『ドラゴンエイジ』2009年11月号より2012年8月号まで連載された。原作の本編（長編）をコミカライズしたものである。
- 鏡貴也（原作）・榎宮祐（キャラクター原案）・あさひな栞（作画） 『いつか天魔の黒ウサギ』 富士見書房〈ドラゴンコミックスエイジ〉、全6巻
  1. 2010年6月4日発売[31]、ISBN 978-4-04-712667-1
  2. 2011年2月9日発売[32]、ISBN 978-4-04-712711-1
  3. 2011年7月7日発売[33]、ISBN 978-4-04-712734-0
  4. 2011年10月6日発売[34]、ISBN 978-4-04-712750-0
  5. 2012年4月5日発売[35]、ISBN 978-4-04-712787-6
  6. 2012年8月7日発売[36]、ISBN 978-4-04-712817-0

### いつか天魔の黒ウサギ高校編 紅月光の生徒会室
角川書店『少年エース』2011年4月号より2012年1月号まで連載された。月光を主人公にした、原作の高校編を漫画化したものである。
- 鏡貴也（原作）・榎宮祐（キャラクター原案）・今田秀士（作画） 『いつか天魔の黒ウサギ高校編 紅月光の生徒会室』 角川書店〈カドカワコミックス・エース〉、全2巻
  1. 2011年7月22日発売[37]、ISBN 978-4-04-715757-6
  2. 2011年12月21日発売[38]、ISBN 978-4-04-120052-0

### いつか天魔の大うさぎ
富士見書房『ドラゴンエイジ』2011年3月号から同年10月号まで連載された。原作やアニメ版をもとに描かれた4コマ漫画である。ヒメアのアホ毛が感情に合わせて変形するなど、それぞれのキャラクターに独自の設定が付加されている。またハシラ部分にて登場人物を紹介しているが、紹介内容はストーリーに合わせて毎回変化する。
- 鏡貴也（原作）・榎宮祐（キャラクター原案）・たにたけし（作画） 『いつか天魔の大うさぎ』 富士見書房〈ドラゴンコミックスエイジ〉、2011年10月6日発売[40]、ISBN 978-4-04-712753-1

### いつか天魔を斬る魔女（）
角川書店『コンプエース』2011年9月号より2012年8月号まで連載された。璃依音を主人公にした、スピンアウト漫画である。また、この漫画のシナリオは、鏡貴也が新たに書き下ろしたものである。
- 鏡貴也（原作）・榎宮祐（キャラクター原案）・江戸屋ぽち（作画） 『いつか天魔を斬る魔女』 角川書店〈カドカワコミックス・エース〉、全2巻
  1. 2011年12月20日発売[41]、ISBN 978-4-04-120053-7
  2. 2012年7月24日発売[42]、ISBN 978-4-04-120319-4

## ドラマCD
マリン・エンタテインメントより発売。
1. ドラマCD いつか天魔の黒ウサギ〜900秒の放課後〜 2009年12月30日発売 通常盤 MMCC-4216 / 限定盤 MMCC-4216_
2. Cinematic Sound Drama いつか天魔の黒ウサギ2 <<月>>が昇る昼休み 2010年8月13日発売 通常盤 MMCC-4230 / 限定盤 MMCC-4230_

## テレビアニメ
2010年10月にアニメ化企画進行中であることが、2011年4月にテレビアニメ化がそれぞれ発表され、2011年7月から9月までテレ玉ほか独立UHF局にて放送された。
2011年12月5日発売の小説9巻の限定版にテレビアニメ未放映のエピソードを収録したDVDが付属。なお、このエピソードの内容はTwitterのつぶやきにより決められたものである。ツイッターで寄せられたアイディアをもとに鏡貴也が原案を執筆し、『伝説の勇者の伝説』のライナ・リュートとフェリス・エリスが特別ゲストとして出演する。

### スタッフ
- 原作 - 鏡貴也[6]
- 原作イラスト - 榎宮祐[6]
- 監督 - 山本天志[6]
- シリーズ構成 - 森田繁[6]
- キャラクターデザイン - 磯野智[6]
- デザインワークス - 瀬川真矢[11]、岩永悦宜[11]、北川大輔[11]
- 美術監督 - 小濱俊裕[11]、小野由起子[11]
- 美術設定 - 青木薫[11]
- 色彩設定 - 品地奈々絵[11]
- 撮影監督 - 中村雄太[11]
- 編集 - 平木大輔[11]
- 音響監督 - 岩浪美和[11]
- 音楽プロデューサー・音楽 - 小森茂生[11]
- 音楽制作 - フロンティアワークス[11]
- プロデューサー - 蜂屋誠一[11]、福田順[11]、熊谷宜和[11]、賀屋聡子[11]、篠崎文彦[11]、吉川明[11]、川島誠一[11]、川﨑とも子[11]
- 制作プロデューサー - 橋本和典
- アニメーション制作 - ゼクシズ[6]
- 製作 - 宮阪高校生徒会

### 主題歌
オープニングテーマ「Once」（第1話では未使用）
作詞 - 岩里祐穂 / 作曲 - 清水武仁 / 編曲 - 小森茂生 / 歌 - 原田ひとみ
エンディングテーマ
「空蝉」（第1話、第2話、第4話、第7話、第12話）
作詞 - 天野月 / 作曲・編曲・歌 - 志方あきこ
「Sparkling Kiss」（第3話、第8話、第13話）
作詞 - 稲葉エミ / 作曲・編曲 - eba / 歌 - 安藤美雷（野水伊織）
「Strawberry Eyes」（第5話、第6話、第10話）
作詞 - 稲葉エミ / 作曲・編曲 - yamazo / 歌 - サイトヒメア（高本めぐみ）
「Secret Tears」（第9話）
作詞 - 稲葉エミ / 作曲・編曲 - eba / 歌 - 時雨遥（美名）
イメージソング「求愛リアル」
作詞 - 岩里祐穂 / 作曲 -  吉木絵里子 / 編曲 - 小森茂生 / 歌 - 原田ひとみ

### 各話リスト
| 話数              | サブタイトル                                   | 脚本           | コンテ            | 演出     | 作画監督                              | 総作画監督       |
| ----------------- | ---------------------------------------------- | -------------- | ----------------- | -------- | ------------------------------------- | ---------------- |
| 第1話             | 900秒の放課後〈前篇〉                          | 森田繁         | 山本天志          | 新田靖成 | 西尾公伯、高橋敦子 藤原未来夫         | 磯野智           |
| 第2話             | 900秒の放課後〈後篇〉                          | あみやまさはる | 川崎逸朗          | 川崎逸朗 | 伊藤美奈、野道佳代 杉本智子           | 桜井正明         |
| 第3話             | 《月》が揺れるプールサイド                     | 森田繁         | 宮﨑なぎさ        | 佐藤和磨 | 松本朋之                              | 磯野智、近藤優次 |
| 第4話             | いまだ天魔は歌われない                         | 大知慶一郎     | 川崎逸朗          | 徐恵眞   | 山村俊了、北川大輔                    | 磯野智           |
| 第5話             | そして天魔が、歌われる                         | 吉村清子       | 新田靖成          | 新田靖成 | 滝本祥子 山本篤史 北川大輔            | 桜井正明         |
| 第6話             | すれ違いの《課外》授業                         | 大知慶一郎     | 藤沢紗々          | 藤沢紗々 | 伊藤美奈、杉本智子                    | 磯野智           |
| 第7話             | 抜き打ちテストの新任教師                       | あみやまさはる | 川崎逸朗          | 中山敦史 | 北川大輔                              | 八尋裕子         |
| 第8話             | 全員補習の生徒会室                             | 森田繁         | 宮﨑なぎさ        | 丸山由太 | 近藤優次、松本朋之                    | 磯野智、近藤優次 |
| 第9話             | 波打ちぎわの黒ウサギ                           | 吉村清子       | 宮﨑なぎさ        | 徐恵眞   | 小島彰、山村俊了 北川大輔             | 磯野智           |
| 第10話            | 神隠しの同級生                                 | 大知慶一郎     | 真菜陽            | 藤沢紗々 | 高橋敦子、伊藤美奈                    | 桜井正明         |
| 第11話            | 夏休みカタストロフィ                           | 森田繁         | 山本天志 川崎逸朗 | 新田靖成 | 山本篤史、野道佳代 瀬川真矢、北川大輔 | 磯野智           |
| 第12話            | ほのかに白い終業式                             | あみやまさはる | 宮﨑なぎさ        | 中山敦史 | 八尋裕子                              | 八尋裕子         |
| 第13話 （未放送） | 心移りの登校日〜すくーる・あてんだんす・でぃ〜 | 森田繁         | 山本天志 川崎逸朗 | 福井俊介 | 北川大輔、伊部由起子 島沢ノリコ       | 磯野智           |

### 放送局
| 放送地域 | 放送局             | 放送期間                | 放送日時                     | 放送系列       | 備考             |
| -------- | ------------------ | ----------------------- | ---------------------------- | -------------- | ---------------- |
| 埼玉県   | テレ玉             | 2011年7月9日 - 9月24日  | 土曜 1:05 - 1:35（金曜深夜） | 独立UHF局      |                  |
| 岐阜県   | ぎふチャン         | 2011年7月12日 - 9月27日 | 火曜 1:45 - 2:15（月曜深夜） | 独立UHF局      |                  |
| 千葉県   | チバテレビ         | 2011年7月12日 - 9月27日 | 火曜 2:00 - 2:30（月曜深夜） | 独立UHF局      |                  |
| 京都府   | KBS京都            | 2011年7月13日 - 9月28日 | 水曜 1:00 - 1:30（火曜深夜） | 独立UHF局      |                  |
| 三重県   | 三重テレビ         | 2011年7月13日 - 9月28日 | 水曜 2:50 - 3:20（火曜深夜） | 独立UHF局      |                  |
| 神奈川県 | tvk                | 2011年7月14日 - 9月29日 | 木曜 1:45 - 2:15（水曜深夜） | 独立UHF局      |                  |
| 東京都   | TOKYO MX           | 2011年7月14日 - 9月29日 | 木曜 2:00 - 2:30（水曜深夜） | 独立UHF局      |                  |
| 福岡県   | TVQ九州放送        | 2011年7月14日 - 9月29日 | 木曜 2:48 - 3:18（水曜深夜） | テレビ東京系列 |                  |
| 兵庫県   | サンテレビ         | 2011年7月15日 - 9月30日 | 金曜 0:35 - 1:05（木曜深夜） | 独立UHF局      |                  |
| 日本全域 | ニコニコチャンネル | 2011年7月16日 - 10月1日 | 土曜 2:00 更新（金曜深夜）   | ネット配信     |                  |
| 日本全域 | AT-X               | 2012年7月19日 - 10月4日 | 木曜 10:30 - 11:00           | CS放送         | リピート放送あり |

### Blu-ray / DVD
| 巻 | 発売日         | 規格品番  | 規格品番   | 規格品番   |
| 巻 | 発売日         | Blu-ray   | DVD限定版  | DVD通常版  |
| -- | -------------- | --------- | ---------- | ---------- |
| 1  | 2011年9月30日  | KAXA-3501 | KABA-10001 | KABA-10007 |
| 2  | 2011年10月28日 | KAXA-3502 | KABA-10002 | KABA-10008 |
| 3  | 2011年11月25日 | KAXA-3503 | KABA-10003 | KABA-10009 |
| 4  | 2011年12月22日 | KAXA-3504 | KABA-10004 | KABA-10010 |
| 5  | 2012年1月27日  | KAXA-3505 | KABA-10005 | KABA-10011 |
| 6  | 2012年2月24日  | KAXA-3506 | KABA-10006 | KABA-10012 |

### CD（アニメ）
| タイトル                                                           | 発売日        | 規格品番  |
| ------------------------------------------------------------------ | ------------- | --------- |
| TVアニメーション「いつか天魔の黒ウサギ」キャラクターソングCD vol.1 | 2011年8月3日  | MFCZ-1012 |
| TVアニメーション「いつか天魔の黒ウサギ」キャラクターソングCD vol.2 | 2011年9月7日  | MFCZ-1013 |
| TVアニメーション「いつか天魔の黒ウサギ」オリジナルサウンドトラック | 2011年9月21日 | MFCZ-1014 |

### 映像特典
『宮阪高校生徒会室日誌』はDVD/BD各巻特典『「いつ天」お楽しみDVD』に収録の鏡貴也書き下ろしのちょっぴりエッチなピクチャードラマ。書き下ろし特典小説『宮阪高校生徒会"裏"日誌』と連動しており、小説ではピクチャードラマの続きが描かれている。

### Webラジオ
いつ天ラジオ〜ヒメアとミライの小悪魔生徒会室〜（いつてんラジオ〜ヒメアとミライのコウサギせいとかいしつ〜）は、2011年7月7日から10月27日までインターネットラジオの音泉&BEWE、アニメイトTVで配信された『いつか天魔の黒ウサギ』の連動番組。

#### 出演者
パーソナリティ
- 高本めぐみ（サイトヒメア 役）
- 野水伊織（安藤美雷 役）

#### テーマソング
オープニングテーマ
原田ひとみ「Once」

#### 番組概要
- 2011年6月10日と、2011年6月24日に、2回のプレ配信が行われたので、プレ配信も含めると、全19回となる。
- 2011年7月から開始したテレビアニメ『いつか天魔の黒ウサギ』の情報を伝えながら高本と野水が小悪魔（コウサギ）を目指して頑張るラジオ。アニメ終了に伴い、10月27日配信分で終了した。

#### コーナー
魔術（やくそく）してね
次に行われるお便りを紹介する「宮坂高校生徒会ふつおた係」のコーナー中に2人がやり遂げなくてはいけないルール（特定のワードを言わせるなど）を募集。送られてきたメールの中から毎回1つを選んで契約し、次の「ふつおた係」で契約成立を目指す。
宮坂高校生徒会ふつおた係
通常のお便りコーナー。アニメ・原作の感想、2人へのお便り、番組への要望などを読みながら、「魔術してね」で契約した約束を成立させる。
いつか小悪魔への道
リスナーが思う「かわいい女の子=小悪魔」の条件を紹介。
届いたメッセージを元に毎回週替わりで「かわいい女の子=小悪魔」を目指す。
雑魚の戯言（ざれごと）
「僕って雑魚っす!」と思った瞬間のエピソードや失敗談などを送り、月光の口癖である「この雑魚がっ!」と2人に罵ってもらうコーナー。
ミライのキスしてくれないと死んじゃうぞっ☆
ミライは月光にキスしてもらえないと本来の力が発揮することが出来ない悪魔。せめてラジオの中だけでもたくさんキスが出来るように、リスナーが考えた理想のキスのシチュエーションを紹介。
どれぐらいキュンときたかはミライの"ビリビリ"SEで判定する。

#### ゲスト
2011年
- ＃2・＃3（7月14日・7月21日） 立花慎之介（鉄大兎 役）
- ＃6・＃7（8月11日・8月18日） 原田ひとみ（オープニングテーマ担当）
- ＃10・＃11（9月8日・9月15日） 中村悠一（紅月光 役）
- ＃12・＃13（9月22日・9月29日） 美名（時雨遥 役）

## ゲーム
『いつか天魔の黒ウサギ Portable』が PSP用ゲームソフトとして、角川ゲームスより2011年12月22日に発売。

## モバイルアプリ
- カードコレクションアプリ「嫁コレ」にて2011年11月1日にサイトヒメアが、同年11月8日には安藤美雷が配信された。